# 大庄镇 (甘谷县)
大庄镇，是中华人民共和国甘肃省天水市甘谷县下辖的一个乡镇级行政单位。
2015年10月9日，甘肃省民政厅批复同意撤销大庄乡，设立大庄镇。

## 行政区划
大庄镇下辖以下地区：
大庄村、杨家坡村、付家河村、小庄村、王家河村、朱权村、席家局村、芦家湾村、巩家山村、魏家峡村、蔺家村、松树岔村、碌碡滩村、小河口村、城子村、苍王山村、席家沟村和苏家湾村。